# La collina dei papaveri
La collina dei papaveri (コクリコ坂から?, Kokuriko-zaka kara, lett. "Dalla collina dei papaveri") è un film d'animazione giapponese del 2011, diretto da Gorō Miyazaki, alla sua seconda regia dopo I racconti di Terramare del 2006, e prodotto dallo Studio Ghibli. È l'adattamento cinematografico del manga omonimo del 1980 scritto da Tetsurō Sayama e disegnato da Chizuru Takahashi.
Narra la storia di due adolescenti giapponesi (un ragazzo di 17 anni e una ragazza di 16) della Yokohama degli anni '60 che, conosciutisi casualmente, stringono una fortissima amicizia che li porterà a scoprire alcuni segreti del loro passato. Il tutto è raccontato nella cornice di un Giappone che inizia a riprendersi dopo la distruzione e la crisi della seconda guerra mondiale.
La collina dei papaveri è distribuito in Giappone da Toho e negli Stati Uniti da GKIDS. In Italia il film è stato distribuito da Lucky Red e la sua uscita nei cinema è avvenuta in data unica il 6 novembre 2012. È stato presentato fuori concorso in anteprima nei giorni 1, 2 e 3 novembre 2011 al Festival Internazionale del Film di Roma e al Future Film Festival di Bologna del marzo 2012, in versione con audio originale sottotitolata in inglese e italiano.

## Trama
La storia è ambientata a Yokohama nel 1963, un anno prima dei giochi della XVIII Olimpiade di Tokyo, che furono il segnale della avvenuta ricostruzione del Giappone dopo la guerra e sancirono il definitivo riconoscimento internazionale della nazione.
Umi è una ragazza di 16 anni, suo padre è morto in mare durante la guerra di Corea, quando la sua nave ha urtato una mina. Sua madre invece è docente universitaria negli Stati Uniti ed è spesso assente per lavoro. La ragazza vive quindi con la nonna e i fratelli minori in una grande casa ricavata da un ex ospedale, costruito sulla "collina dei papaveri" che domina il porto. Nella casa, oltre a loro, abitano anche tre ragazze pensionanti. Umi ogni mattina issa due bandiere di segnalazione marittima che significano "prego per una navigazione sicura", così come le aveva insegnato il padre da piccola.
Shun è un ragazzo di 17 anni ed ogni mattina arriva al porto sul rimorchiatore del padre adottivo per poi andare a scuola. Vede sempre quello strano rituale con le due bandiere che si ripete giorno dopo giorno e ne è talmente incuriosito da scriverci una poesia (una sorta di "messaggio in bottiglia" verso la misteriosa ragazza delle bandiere) che pubblica sul giornale della scuola.
Umi e Shun si incontrano per la prima volta a scuola, nel corso di un'azione di protesta che vede protagonista il ragazzo e che lascia ad Umi un'impressione piuttosto negativa. I due si incontrano di nuovo quando Umi accompagna la sorella minore a chiedere un autografo a Shun, e scopre che il ragazzo fa parte del club di letteratura ed è il responsabile della pubblicazione del giornalino scolastico. Umi finisce per entrare nel club come copista, per aiutare Shun, il quale è dolorante a una mano a causa del graffio di un gatto.
Intanto la scuola è in fermento per le accese discussioni che si scatenano circa la necessità di salvare o meno dalla demolizione il "Quartier Latin", un edificio adibito a sede dei club scolastici, carico di storia e di ricordi ma ormai vecchio e fatiscente. Il Giappone si sta velocemente modernizzando e per il vecchio edificio non c'è più posto: ormai la dirigenza della scuola ha deliberato per la sua demolizione, ma una parte degli studenti preme per salvaguardare la struttura e la storia che rappresenta.
Su iniziativa di Umi molti studenti si rendono disponibili a ristrutturare l'edificio e restituirlo alla sua vecchia gloria. Durante i lavori la ragazza ha modo di approfondire la conoscenza di Shun e i due cominciano a sviluppare dei sentimenti di affetto reciproci. Umi racconta a Shun di suo padre e della sua morte, mostrandogli una fotografia dell'uomo. Il ragazzo però rimane stupito nel vedere in mano all'amica la stessa foto che possiede anche lui e, dopo una serie di ricerche, arriva a scoprire la verità sul suo conto: il suo vero padre è proprio il padre di Umi, che lo ha affidato ai suoi attuali genitori adottivi quando era ancora in fasce. La nuova rivelazione rende i due ragazzi di fatto fratello e sorella e Shun si allontana da Umi per evitare coinvolgimenti ulteriori. Da principio la ragazza è disorientata dal repentino cambiamento dell'amico, ma quando il ragazzo le rivela i suoi dubbi, ella non può fare altro che accettare la situazione.
Dopo un grande impegno collettivo gli studenti completano la ristrutturazione del "Quartier Latin", ma sono delusi e amareggiati quando ricevono la notizia che Tokumaru, un influente sponsor della scuola, ha già preso la decisione di demolire il vecchio edificio per far posto ad una nuova struttura. Nel disperato tentativo di prevenire la demolizione, gli studenti nominano Shun, Umi e Shirō come loro rappresentanti per andare a Tokyo a persuadere Tokumaru a cambiare idea. I tre convincono il magnate a venire ad ispezionare il "Quartier Latin" di persona. Nel mentre Umi e Shun aspettano il tram per tornare a casa, la ragazza confessa che nonostante siano fratelli lei non potrà mai ignorare i sentimenti che prova per lui. Anche il ragazzo dichiara la stessa cosa.
Intanto la madre di Umi torna dall'America, e la ragazza si confronta con lei per scoprire la verità circa il passato di Shun. La donna le rivela che il ragazzo non è il figlio biologico del padre di Umi, ma che era stato registrato come tale per prevenire che potesse essere messo in orfanotrofio in seguito alla morte del suo vero padre durante la guerra di Corea. I genitori di Umi, poi, non avevano potuto tenere il bambino, dal momento che la madre era incinta e non si poteva occupare di un altro figlio, così lo avevano dato in affidamento ad una coppia di amici che avevano appena perso il loro bambino. Questi sono i reali genitori adottivi di Shun.
Il giorno seguente Tokumaru visita il "Quartier Latin" e rimane positivamente sorpreso dall'attaccamento degli studenti all'edificio, dal loro impegno nella ristrutturazione e dalla loro preparazione scolastica. Decide perciò di abbandonare i suoi progetti di demolizione e di costruire il nuovo edificio in un'altra zona. Nel frattempo Umi e Shun hanno dovuto lasciare in fretta e furia la scuola per incontrarsi con Onodera, il capitano di una nave in partenza dal porto di Yokohama, che è in possesso di informazioni dettagliate sui genitori dei ragazzi. Egli racconta che conosceva bene i due uomini, e che ai tempi della guerra con lui formavano un trio inseparabile, inoltre conferma che i due giovani non sono imparentati. Chiarito il loro passato i due tornano alla loro vita quotidiana mantenendo il loro forte rapporto di affetto e la loro amicizia, e Umi continua nell'abitudine di issare le bandiere tutte le mattine.
Quando Umi era piccola, il padre marinaio le aveva insegnato il codice internazionale nautico e dopo la sua morte in mare la ragazza issa ogni mattina in suo ricordo le due bandiere   (U e W), che esposte assieme vanno a significare un augurio per una navigazione senza problemi.
Shun le invia il medesimo messaggio dal battello del padre adottivo, preceduto dalla bandiera  (Intelligenza), che indica che si tratta di una risposta.

## Personaggi
Umi Matsuzaki (松崎海?, Matsuzaki Umi)
Studentessa di 16 anni la cui famiglia abita in una grande casa sulla "collina dei papaveri" e il cui padre è morto durante la guerra di Corea. Conosce Shun durante le manifestazioni degli studenti per il salvataggio del Quartier Latin e se ne innamora, senza sospettare che potrebbe essere suo fratello maggiore. Umi significa "mare".
Shun Kazama (風間俊?, Kazama Shun)
Studente di 17 anni, collaboratore del giornale del Quartier Latin e attivista del comitato studentesco per il salvataggio del Quartier Latin, l'antica sede dei club culturali studenteschi. È stato adottato quando non aveva ancora un anno da Akio, che lo ha allevato come proprio figlio, ma ha sempre conservato una foto che ritrae il suo vero padre con altri due commilitoni.
Shirō Mizunuma (水沼史郎?, Mizunuma Shirō)
Amico di Shun e collaboratore del giornale scolastico, presidente del Quartier Latin.
Ryōko Matsuzaki (松崎良子?, Matsuzaki Ryōko)
Madre di Umi, Sora e Riku. Docente presso un'università degli Stati Uniti, si è sposata contro il volere dei genitori dopo essere rimasta incinta di Umi, quando era ancora studentessa universitaria. A causa del lavoro è spesso assente, ma durante una sua breve visita a casa è a lei che, disperata, si rivolge Umi per sapere la verità su suo padre.
Hana Matsuzaki (松崎花?, Matsuzaki Hana)
Nonna materna di Umi, Sora e Riku, aiuta Umi nella gestione della casa sulla "collina dei papaveri", dopo che la famiglia ha affittato due stanze a due inquiline. È lei a coprire le spese per la donna di servizio che svolge le faccende di casa nel pomeriggio.
Yoshio Onodera (小野寺善雄?, Onodera Yoshio)
Vecchio amico dei genitori di Umi e Shun.
Dirigente capo Tokumaru (徳丸理事長?, Tokumaru-rijichō)
Presidente della fondazione proprietaria della scuola superiore Kounan. Umi, dopo essere andata in delegazione a Tokyo con Shun e Shirō presso la sede della compagnia, riuscirà a convincerlo a fare una visita ufficiale al Quartier Latin e a fargli annullare la delibera della presidenza della scuola, che aveva condannato il vecchio edificio alla demolizione.
Miki Hokuto (北斗美樹?, Hokuto Miki)
Tirocinante ospite presso la famiglia Matsuzaki.
Akio Kazama (風間明雄?, Kazama Akio)
Padre adottivo di Shun. Quando la madre di Umi lo contatta, si dà da fare per riuscire a scoprire la verità sul vero padre di Shun.
Sora Matsuzaki (松崎空?, Matsuzaki Sora)
Sorella minore di Umi. Sora significa "cielo".
Riku Matsuzaki (松崎陸?, Matsuzaki Riku)
Fratello minore di Umi. Riku significa "terra".
Sachiko Hirokoji (広小路幸子?, Hirokōji Sachiko)
Studentessa della scuola d'arte ospite presso la famiglia Matsuzaki. È lei che nota casualmente che qualcuno (Shun) da un battello "rispondeva" alle bandiere che Umi issava ogni giorno e raffigura l'imbarcazione in un suo quadro che mostra poi ad Umi.

## Riferimenti storici

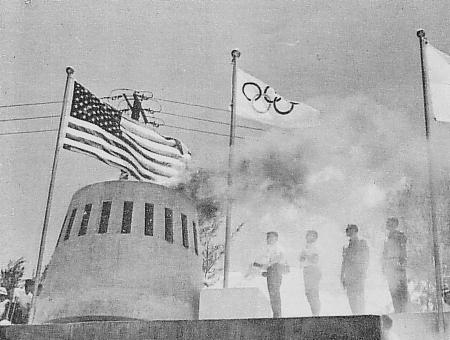
La fiamma olimpica del 1964. Le Olimpiadi di Tokyo volevano essere un simbolo della rinascita del Giappone dopo la guerra.

Il film è ambientato 10 anni dopo la fine della Guerra di Corea, in un Giappone in piena rinascita, ma ancora profondamente segnato dalle precedenti guerre e dall'occupazione americana, terminata nel 1952. Questo tema influisce nella trama dell'opera e scopriamo che il padre di Umi è morto in servizio su una nave, una Landing Ship Tank (LST), affondata dalle mine durante la guerra di Corea, mentre il padre biologico di Shun morì a bordo di una nave di rimpatrio dopo la fine della seconda guerra mondiale.
Dopo la sconfitta del Giappone nella seconda guerra mondiale, il Comandante supremo delle forze alleate (SCAP) assunse il controllo della marina mercantile giapponese per le operazioni di rimpatrio. All'inizio della guerra di Corea quelle navi, insieme ai loro equipaggi giapponesi, furono messe in servizio dall'esercito statunitense per trasportare forze e rifornimenti in Corea. Le navi giapponesi hanno svolto un ruolo significativo durante le battaglia di Incheon e gli Sbarchi di Wonsan. La compagnia di navigazione Tozai Kisen è stata tra le aziende più importanti coinvolte, concludendo un accordo con il Comando Logistico Giapponese (JLC) dell'esercito americano, per fornire 122 piccole navi e circa 1.300 equipaggi per le operazioni di trasporto e di sbarco.
Si stima che un totale di 56 uomini tra marinai e operai giapponesi sono stati uccisi nella zona di guerra solo nei primi 6 mesi del conflitto; 23 delle 56 morti sono avvenute a seguito dell'affondamento delle navi giapponesi causato dalle mine nemiche. Le stime ufficiali del numero totale di giapponesi uccisi durante la guerra di Corea non sono mai state pubblicate, né i governi degli Stati Uniti o del Giappone hanno mai riconosciuto ufficialmente il ruolo dei non combattenti giapponesi nella guerra di Corea.
Altro tema centrale del film sono le proteste studentesche riguardanti la demolizione del Quartier Latin, infatti il 1960 ha visto un aumento dell'attivismo studentesco e delle rivolte nei campus giapponesi, così come in altre parti del mondo, culminato nel Sessantotto.

## Produzione
Il 15 dicembre 2010 lo Studio Ghibli ha annunciato il film e la sua distribuzione per l'estate dell'anno successivo. La produzione è stata però pesantemente influenzata sia dai ritardi nel completamento della sceneggiatura da parte di Hayao Miyazaki, sia dai black-out seguiti al terremoto e maremoto del Tōhoku del 2011. In particolare per un lungo periodo gli animatori sono stati costretti a lavorare solamente di notte per ridurre al minimo il rischio di interruzione del processo. Tutto ciò ha pesantemente condizionato l'avanzamento dei lavori: quando il film era completo per il 50%, lo Studio ha rivelato che in realtà senza il disastro lo stato di completamento delle animazioni sarebbe stato del 70%. Tuttavia, Hayao Miyazaki ha assicurato il pubblico che il film sarebbe stato comunque distribuito il 16 luglio 2011 come annunciato in precedenza, affermando che era responsabilità dello Studio Ghibli tener fede all'impegno preso.
Gorō Miyazaki inizialmente effettuò delle ricerche a Yokohama con l'intenzione di essere fedele ai dettagli storici della città, tuttavia, dopo aver capito che "semplicemente rievocare ciò che è appartenuto a quel tempo può sembrare sufficientemente reale ma potrebbe non essere necessariamente bello", Miyazaki ha deciso quindi di mostrare la città come la vedono i protagonisti della sua opera: "scintillante e traboccante di vita". Nel progettare il Quartier Latin, Miyazaki ha lavorato a stretto contatto con i direttori artistici, che hanno creato un amalgama disordinata nelle molte stanze della casa e hanno prestato particolare attenzione all'architettura dell'edificio, ricordando però gli anni universitari che Miyazaki stesso ha vissuto e il disordine e la sporcizia che ha sperimentato.

## Colonna sonora
La colonna sonora del film è di Satoshi Takebe, che aveva già collaborato con lo Studio Ghibli per le musiche del film I racconti di Terramare.
1. Yoake~Asagohan no uta (夜明け～朝ごはんの歌?) – 3:04 – cantata da Aoi Teshima; testo di Hiroko Taniyama e Gorō Miyazaki
2. Asa no tsuugakuro (朝の通学路?) – 2:21
3. Bakasuwagi (馬鹿騒ぎ?) – 1:03
4. Tsuioku (追憶?) – 2:02
5. Otenki musume (お天気むすめ?) – 0:45
6. Karucheratan (カルチェラタン?) – 2:22
7. Yuuhi no bushitsu (夕日の部室?) – 1:25
8. Ue o muite arukō (上を向いて歩こう?) – 3:11 – cantata da Kyū Sakamoto; composta da Hachidai Nakamura; testo di Rokusuke Ei
9. E no naka no hata (絵の中の旗?) – 0:29
10. Shiroi hana no sakugoro (白い花の咲く頃?) – 0:57
11. Hatsukoi no goro (初恋の頃?) – 1:29 – cantata da Aoi Teshima; testo di Hiroko Taniyama e Gorō Miyazaki
12. Paati (パーティ?) – 1:50
13. Akai kawa no nagare (赤い河の流れ?) – 0:43
14. Shingo hata (信号旗?) – 1:31
15. Tasogare no unga (夕暮の運河?) – 1:50
16. Oosouji (大掃除?) – 2:14
17. Kaisou (回想?) – 2:19
18. Ame no kaerimichi (雨の帰り道?) – 1:30
19. Yume (夢?) – 2:51
20. Danketsu (団結?) – 1:04
21. Esukeepu (エスケープ?) – 0:59
22. Namariiro no umi (鉛色の海?) – 0:35
23. Kokuhaku (告白?) – 1:18
24. (母 恋ゆる心?) – 3:04
25. Saikai (再会?) – 0:48
26. Youkoso karucheratan e (ようこそカルチェラタンへ?) – 1:18
27. Koniro no uneriga (紺色のうねりが?) – 1:14
28. Ashita ni mukkate hashire (明日に向かって走れ?) – 1:37
29. Sayonara no natsu~Kokurikozaka kara~ (さよならの夏～コクリコ坂から～?) – 4:08 – cantata da Aoi Teshima; composta da Koichi Sakata; testo di Yukiko Marimura

Durata totale: 50:01

## Distribuzione
Il film è uscito nelle sale cinematografiche giapponesi il 16 luglio 2011 distribuito dalla Toho. Il 20 giugno 2012 è uscita la versione DVD.
In concomitanza con l'uscita del film, si è tenuta una mostra, THE ART OF From Up On Poppy Hill. Questa mostra presentava più di 130 disegni e storyboard utilizzati nella realizzazione dell'opera e si è tenuta al Seibu Ikebukuro Main Store di Tokyo.
In Italia l'uscita del film al cinema è avvenuta in un'unica data, il 6 novembre 2012. La distribuzione e il doppiaggio sono a cura della Lucky Red.
È stata inoltre effettuata una proiezione in anteprima del film in occasione del Lucca Comics and Games.
L'edizione home video in DVD e Blu-Ray è disponibile dal 12 dicembre 2012.

## Accoglienza

### Incassi
Il film ha debuttato al terzo posto al botteghino giapponese, dietro i film Harry Potter e i Doni della Morte - Parte 2 e Il film Pokémon: Nero - Victini e Reshiram e Bianco - Victini e Zekrom con circa 450.000 biglietti venduti e un ricavo di 587 milioni di yen (circa 5.180.000 Euro).
Ha superato i 3 miliardi di yen di incassi nel fine settimana del 21-22 agosto 2011 diventando in Giappone il film campione d'incassi del 2012. La versione DVD ha venduto attualmente 57 500 copie.
In Italia il film ha incassato un totale di 162 mila euro al botteghino.

### Critica
La collina dei papaveri ha ricevuto generalmente valutazioni positive da parte della critica specializzata. Mark Schilling del Japan Times lo descrive come un "film per ragazzi, candido e melodrammatico", ne critica la regia, e la trama, come "scontata", ma sottolinea la qualità nei dettagli e nella resa storica, affermando che "la ricchezza di dettagli storici dà vita ad un'ambientazione carica di realismo e di nostalgia per l'era passata".
Takashi Kondo del Daily Yomiuri afferma che il film è pieno di esperienze e pratiche che sono andate perdute nella vita contemporanea di tutti i giorni. Inoltre elogia la produzione combinata padre-figlio, di Hayao e Gorō Miyazaki, che hanno messo in scena un'opera che merita di essere vista, al giorno d'oggi.

## Riconoscimenti
Nel 2012 La collina dei papaveri è risultato vincitore nella categoria "Migliore animazione dell'anno" al Tokyo Anime Award e al 35º Japan Academy Award.

## Altri media

### Manga
Il manga shōjo da cui è stato tratto il film è stato pubblicato in Giappone nel 1980 da Kōdansha sulla rivista Nakayoshi.
| Nº | Data di prima pubblicazione | Data di prima pubblicazione | Data di prima pubblicazione |
| Nº | Giapponese                  | Giapponese                  |                             |
| -- | --------------------------- | --------------------------- | --------------------------- |
| 1  | 3 settembre 1980            | ISBN 978-4-06-108363-9      |                             |
| 2  | 3 dicembre 1980             | ISBN 978-4-06-108369-1      |                             |